# 셀리우 페헤이라 두스 산투스
 셀리우 페헤이라 두스 산투스(포르투갈어: Célio Ferreira dos Santos, 1987년 7월 20일)는 셀리우 산투스로 불리는 브라질 출신의 축구 선수이며, 포지션은 센터백이다. 2019년 현재 인도네시아의 리가 1 페르시자 자카르타에서 활약하고 있다. 2016년 K리그 클래식 울산 현대에서 활약한 바 있으며, 등록명은 셀리오이었다.
2016년 7월 30일에 있었던 전남과의 홈 경기에 데뷔전을 가졌으며, 이후 3경기 동안 탄탄한 수비력을 선보이며 정승현의 올림픽 대표 차출을 훌륭하게 메웠다.
2016년 9월 21일에 있었던 성남과의 홈 경기에서 본인의 K리그 데뷔골을 기록하였으며, 울산은 이정협의 골까지 묶어 2-1 역전승을 거두고, 스플릿 그룹 A 진출을 확정했다.
2016 시즌 후, 울산과 결별하였고, 2017년부터 태국의 무앙통 유나이티드에서 뛰고 있다.

## 수상

### 무앙통 유나이티드
- 태국 리그컵

우승 (1회) : 2017